# 이새봄 (가수)
이새봄은 대한민국의 가수로, 이전의 DM Music 출신이었으며, 이전 활동명은 라피였다.

## 방송
- 보이스 코리아 2020 (2020) - Top8

## 음반
- Only You (with 케빈) (2016)
- HELLO (2018)
- New Day (2020)
- 오늘 밤 내게로 와 (2020)
- Bitter (빌어) (2020)
- 봄이라서 그래 (2021)
- 사랑 노래 (2021)